# PR-420
A Rodovia PR-420 é uma estrada pertencente ao governo do Paraná que começa na divisa com Santa Catarina, na altura do município de São Bento do Sul (distrito de Fragosos), ligando-se ao município de Piên, onde se encontra a PR-281, que dá acesso à BR-116..É a continuação da SC-418 (Rodovia dos Móveis) em território paranaense.

## Denominações
- Rodovia Rodovia Carlos Alberto de Camargo Coelho, em todo a sua extensão.[3][4]

## Trechos da Rodovia
A rodovia possui uma extensão total de aproximadamente 8,8 km, tendo um trecho único:
| Início do Trecho                                                        | Final do Trecho             | Extensão | Situação    |
| ----------------------------------------------------------------------- | --------------------------- | -------- | ----------- |
| Divisa PR/SC - São Bento do Sul - distrito de Fragosos (Santa Catarina) | Entroncamento PR-281 - Piên | 8,8 km   | Pavimentado |

Extensão pavimentada: 8,8 km (100,00%)
Extensão duplicada: 0,0 km (0,00%)

## Municípios atravessadas pela rodovia
- São Bento do Sul (Santa Catarina)
- Piên